# ストフィラ・スンズ
ストピラ・スンズ（Stoppila Sunzu, Stophira Sunzu、1989年6月22日 - ）は、ザンビアのサッカー選手。ザンビア代表。中国サッカー・超級リーグ・長春亜泰足球倶楽部所属。ポジションはMF、DF。

## 経歴
U-16の大会で注目され、キトウェ・ユナイテッドで選手となった。その後レンタル移籍でコンコラ・ブレーズに加入した。その後2007 FIFA U-20ワールドカップに出場、ルイス・スアレス、エディンソン・カバーニらを擁するウルグアイU-20代表から勝利を挙げた事によって19歳にしてイングランドのレディングFCからトライアルのオファーがあった。クラブ側が長期契約を望んだほどの高評価を得たものの、労働許可が下りなかったため移籍は実現しなかった。その後2008年9月にフランスのLBシャトールーにレンタル移籍、2009年6月30日付でザナコに復帰した。
2010年にTPマゼンベに移籍。ザナコの登録上はキトウェ・ユナイテッドからのレンタル移籍という事になっていたために移籍に際して混乱が生じたものの無事に解決された。FIFAクラブワールドカップ2010では初戦のCFパチューカ戦で退場処分となった。2013年1月にはプレミアリーグに昇格したレディングから再び契約を前提としてトライアルがオファーされ、全ての契約を保留にした状態でアフリカネイションズカップ2013に出場した。レディングへの移籍は、彼の3年契約が2012年12月に切れて自由契約での移籍との筋書きであったが、マゼンベの会長は契約が2015年まであると述べ、彼の代理人を批判した。
2014年1月6日にリーグ・アンのFCソショーにチームメイトのネイザン・シンカラと共に移籍。彼は重要な場面での得点も重ねて貢献したものの、クラブのリーグ・ドゥ降格は止められなかった。
2014年12月29日には中国サッカー・スーパーリーグの上海緑地申花に移籍。3月8日の上海申鑫とのダービー戦で初出場、初得点も飾り6-2での勝利に貢献した。
2015年7月28日付でリールに1年のレンタル移籍、その後完全移籍を果たした。
2017年2月3日、FCアルセナル・トゥーラへ2016-17シーズン終了までのレンタル移籍。7月に2017-18シーズン終了までの期限で再び移籍した。
2018年7月9日、FCメスに2年契約で移籍。

## 代表歴
U-20代表として2007 FIFA U-20ワールドカップに出場した。
A代表初出場となったのはアフリカネイションズチャンピオンシップ2009予選のボツワナ代表戦であった。その後、アフリカネイションズカップ2012でのコートジボワール代表との決勝戦のPK戦で優勝を決める最後のキッカーとなり、これによって一躍時の人となった。
2013年10月には代表招集に関してマゼンベ側が彼とレインフォード・カラバ、ネイザン・シンカラの計3人を負傷を理由に招集を拒否した。この行動にザンビアサッカー協会が激怒、ザンビア政府も介入し彼らはルサカで旅券を没収された。その後、旅券は返還されたが、彼らはブラジル代表との親善試合の地である北京市に向かう事はなかった。

## 個人
父親のフェリックス・スンズ・シニアもザイール出身のサッカー選手で、兄のフェリックス・スンズもザンビア代表のサッカー選手。

## タイトル

### クラブ
ザナコ
- ザンビアン・プレミアリーグ: 2009

マゼンベ
- リナフット: 2011, 2012, 2013
- CAFチャンピオンズリーグ: 2010
- CAFスーパーカップ: 2011

### 代表
ザンビア
- アフリカネイションズカップ: 2012